# ハイパーカミオカンデ

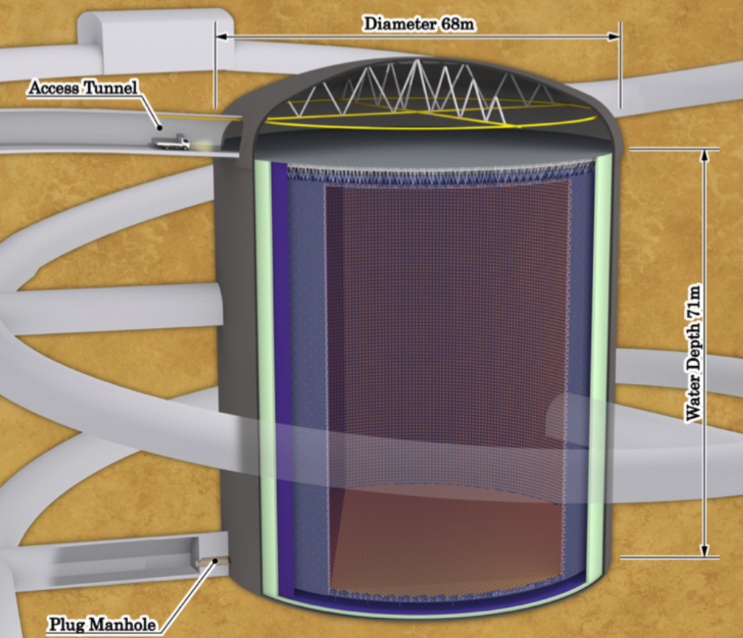
ハイパーカミオカンデ概略図

ハイパーカミオカンデ (Hyper-Kamiokande) は、岐阜県飛騨市神岡町の旧神岡鉱山内に建設が予定されている超大型水チェレンコフ光検出装置である。2028年の実験開始を目指す。

## 実験概要
実験施設は二か所に置かれている。

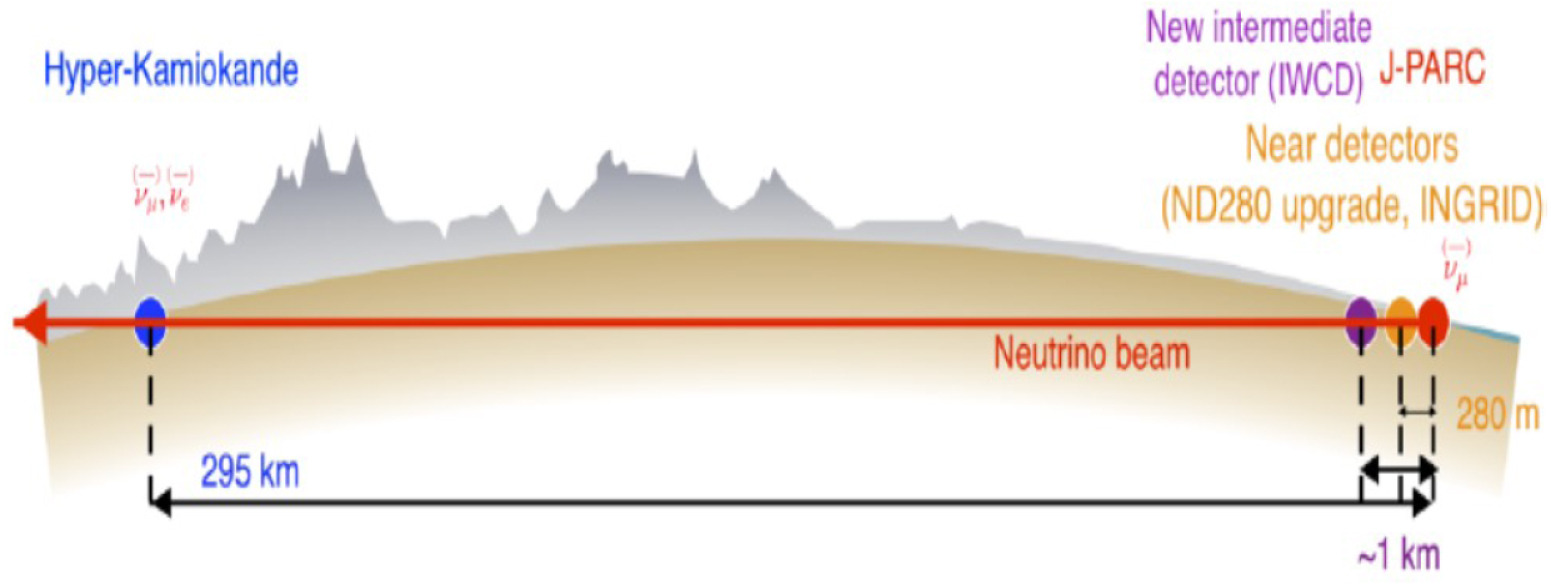
ハイパーカミオカンデ実験の概要

- ハイパーカミオカンデは陽子崩壊の研究や、自然発生源から来るニュートリノの研究にも使用される。そしてさらには、加速器のニュートリノビームの振動が初めて最大になる距離に応じたところで計測するための遠方検出器としても使うことができる[4]:53–56[5]。主検出器とも呼ばれる[4]。
- 茨城県東海村のJ-PARC (北緯36度26分42秒 東経140度36分22秒 / 北緯36.445度 東経140.606度)でニュートリノビームを生成し、前置検出器と中間検出器のセットで研究する[4]:31。

## 装置概要
岐阜県飛騨市神岡町の地下650mに大空洞を掘削して巨大な水槽を設置し、水槽の壁面に光センサーを取り付けて、水中で発生するチェレンコフ光をとらえる。2015年の検討では高さ54m、幅48m、長さ247.5mの卵形断面形状を持つ巨大水槽2個を設置し、水槽にはスーパーカミオカンデの約20倍の約100万トンの超純水が蓄えられ、水槽の壁面には大型の超高感度光センサーを99,000本取り付ける計画であった。その後計画規模が見直され、2015年の60m×74m26万トンタンク2基案を経て、センサー感度が2倍に向上し半分の水量でも同等の成果が得られるとの事象を踏まえ、2017年の時点では、高さ60m、直径74mの円筒形状を持つ巨大水槽に約26万トンの超純水を蓄え、内水槽の壁面に50cm径の超高感度光センサー40,000本、外水槽の壁面に20cm径の高感度光センサー6,700本を取り付ける計画となっている。

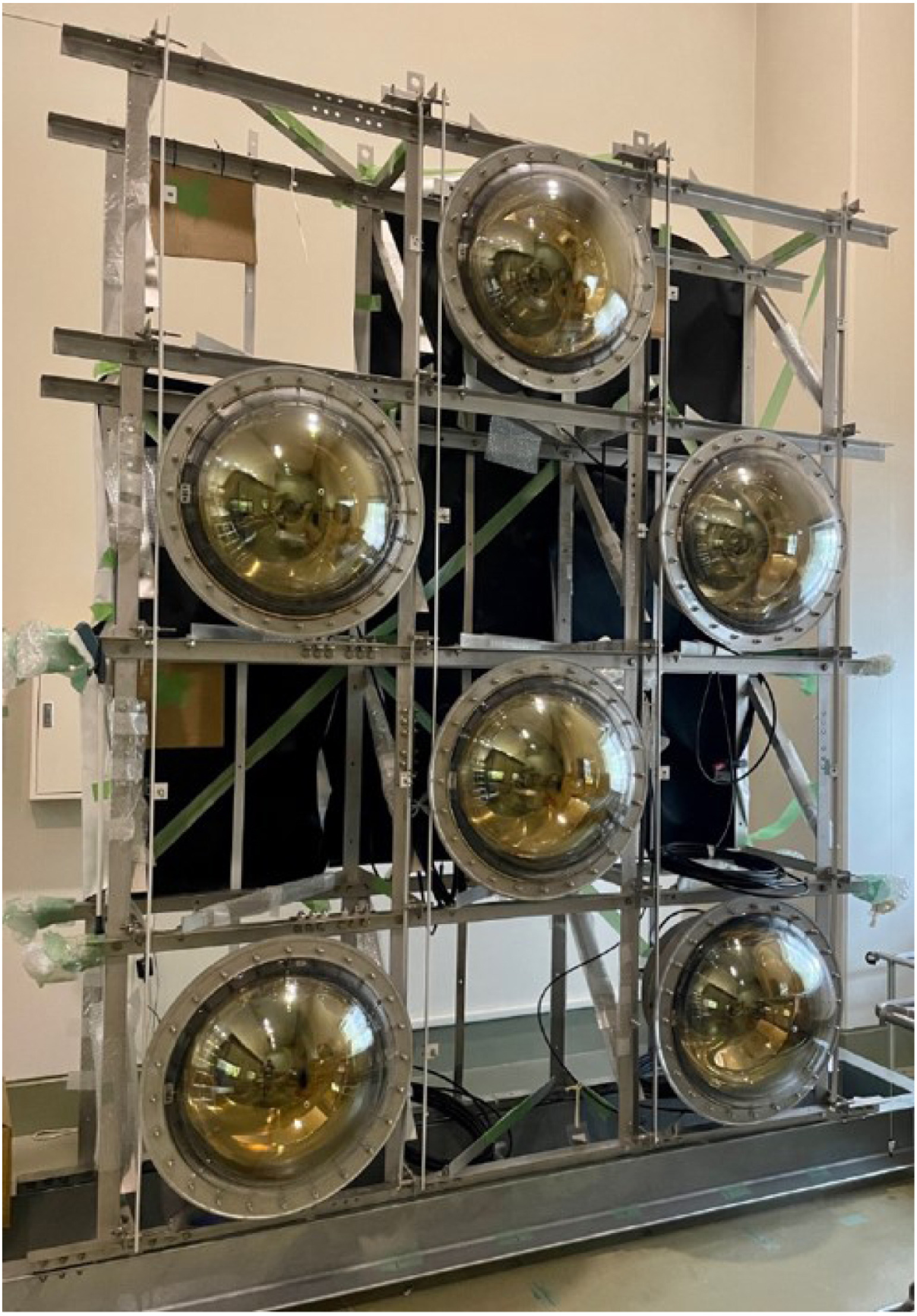
ハイパーカミオカンデの内部検出器用の 50 cm R12860 PMT のモックアップ
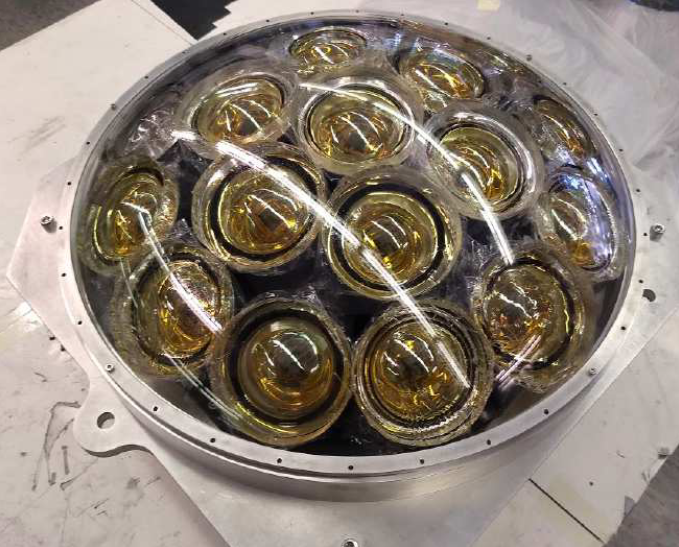
ハイパーカミオカンデ検出器用のマルチ光電子増倍管のプロトタイプ。

## 目的
主な目的は、次の通り。
CP対称性の破れの測定
茨城県東海村のJ-PARCの加速器によって作られたミューニュートリノビームおよび反ミューニュートリノビームをハイパーカミオカンデに打ち込み、それが電子ニュートリノもしくは反電子ニュートリノへと変化する確率の差を調べる。CP対称性がニュートリノと反ニュートリノの間で破れている場合、その破れに従ってニュートリノ振動の確率の差が現れることが予想される。

ニュートリノ質量の順番の決定
宇宙線が地球の裏側の大気と衝突して生成されたニュートリノは、地球内部を通って検出器まで飛んでくる間に地球の物質の影響を受け、ミューニュートリノから電子ニュートリノへ、そして反ミューニュートリノから反電子ニュートリノへのニュートリノ振動の様子が変化する。ハイパーカミオカンデでこの変化の様相を観測することにより、質量階層性が正常階層か逆階層かを測定することができる。

宇宙ニュートリノの観測
太陽ニュートリノ、宇宙ニュートリノ背景、超新星爆発に伴うニュートリノなど、宇宙で発生する様々なニュートリノを観測することにより、天文学の発展に寄与する。

陽子崩壊探索
大統一理論では陽子が非常に長い時間をかけて崩壊することを予言しているが、カミオカンデ及びスーパーカミオカンデによる観測では2015年現在まで陽子崩壊は観測されず、陽子の寿命は1034年以上であると考えられている。ハイパーカミオカンデにおいても、陽子崩壊の観測が引き続き行われる。ハイパーカミオカンデは10年間の観測で、現在得られている下限値よりも1桁長い陽子の寿命まで感度があり、現在提唱されている様々な大統一理論のモデルの予言の大部分を検証することが可能である。

## 建設計画
2014年（平成26年）2月28日、日本学術会議の「マスタープラン2014」において「重点大型研究計画」に選定された。建設費800億円、運転費30億円/年（15年間）を見込む。2015年1月31日、千葉県柏市柏の葉カンファレンスセンターにて国際共同研究グループ結成記念シンポジウム及び調印式が開催された。2026年度の観測開始を目指し、文部科学省は2019年度予算に調査費数千万円を概算要求に上げた。2020年1月30日、ハイパーカミオカンデ計画の初年度予算35億円を含む2019年度補正予算が成立したことにより、ハイパーカミオカンデ計画が正式に開始されることとなった。2021年（令和3年）5月28日、ハイパーカミオカンデの着工記念式典が岐阜県飛騨市神岡町の建設現場にて開催された。

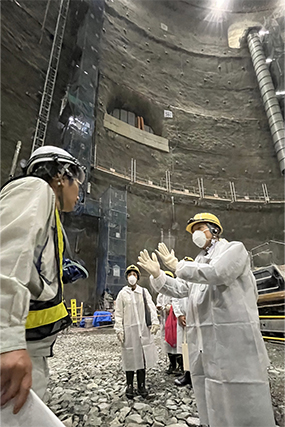
建設中の様子（2024年8月）
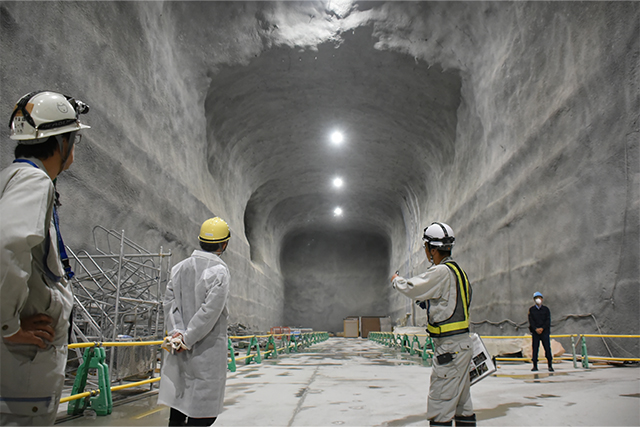
建設中の様子（2024年8月）